# Olympische Geschichte Arubas
| Gelbes Symbol für Goldmedaillen mit stilisierten Olympischen Ringen | Graues Symbol für Silbermedaillen mit stilisierten Olympischen Ringen | Braundes Symbol für Bronzemedaillen mit stilisierten Olympischen Ringen |
| ------------------------------------------------------------------- | --------------------------------------------------------------------- | ----------------------------------------------------------------------- |
| —                                                                   | —                                                                     | —                                                                       |

Aruba, dessen NOK (Comité Olímpico Arubano) 1985 gegründet und im folgenden Jahr vom IOC anerkannt wurde, nimmt seit 1988 an Olympischen Sommerspielen teil. An Winterspielen nahm der niederländische Teilstaat der Karibikinsel bislang nicht teil. Sportler aus Aruba konnten bislang noch keine Medaillen gewinnen.

## Übersicht

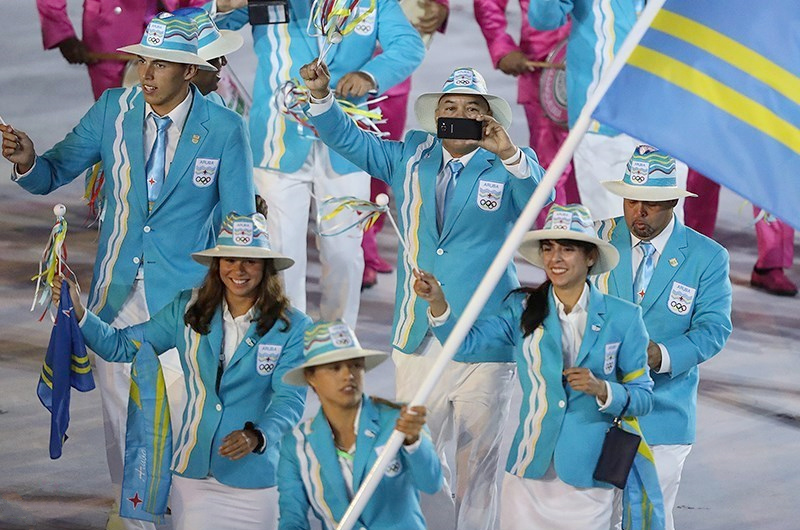
Einmarsch der Nationen 2016

Zwischen 1952 und 1984 konnten Sportler und Sportlerinnen der Insel als Mannschaftsmitglieder der Niederländischen Antillen antreten. Als Arubas Status 1986 geändert wurde (seither ist Aruba ein Land des Königreichs der Niederlande), konnte ein eigenes NOK gegründet werden.
Arubas Debüt bei Olympischen Spielen fand 1988 in Seoul statt. Eine achtköpfige Mannschaft trat in der Leichtathletik, im Boxen, Fechten, Judo und im Schwimmen (Synchronschwimmen) an. Erster Olympionike Arubas war der Boxer Hubert Wester, der am 19. September 1988 im Halbweltergewicht antrat. Die erste Frau war Lia Melis am 23. September 1988 im Marathonlauf.
In Barcelona 1992 kamen Radsport und Segeln hinzu, 1996 in Atlanta Gewichtheben, 2016 in Rio de Janeiro Taekwondo und 2021 in Tokio Schießen. Medaillen blieben für die Teilnehmer bislang aus.

## IOC-Mitglied
Die ehemalige Synchronschwimmerin Nicole Hoevertsz, die 1984 in Los Angeles für die Niederländischen Antillen an den Start ging und seit 1998 Generalsekretärin des arubanischen NOKs ist, wurde 2006 IOC-Mitglied.

## Übersicht der Teilnehmer

### Sommerspiele
| Jahr      | Athleten                                            | Athleten                                            | Athleten                                            | Flaggenträger                                       | Sportarten                                          | Sportarten                                          | Sportarten                                          | Sportarten                                          | Sportarten                                          | Sportarten                                          | Sportarten                                          | Sportarten                                          | Sportarten                                          | Sportarten                                          | Medaillen                                           | Medaillen                                           | Medaillen                                           | Medaillen                                           | Rang                                                |
| Jahr      | Gesamt                                              | Männer                                              | Frauen                                              | Flaggenträger                                       | Leichtathletik                                      | Boxen                                               | Fechten                                             | Judo                                                | Schwimmen                                           | Radsport                                            | Segeln                                              | Gewichtheben                                        | Taekwondo                                           | Schießen                                            |                                                     |                                                     |                                                     | Total                                               | Rang                                                |
| --------- | --------------------------------------------------- | --------------------------------------------------- | --------------------------------------------------- | --------------------------------------------------- | --------------------------------------------------- | --------------------------------------------------- | --------------------------------------------------- | --------------------------------------------------- | --------------------------------------------------- | --------------------------------------------------- | --------------------------------------------------- | --------------------------------------------------- | --------------------------------------------------- | --------------------------------------------------- | --------------------------------------------------- | --------------------------------------------------- | --------------------------------------------------- | --------------------------------------------------- | --------------------------------------------------- |
| 1896–1948 | nicht teilgenommen                                  | nicht teilgenommen                                  | nicht teilgenommen                                  | nicht teilgenommen                                  | nicht teilgenommen                                  | nicht teilgenommen                                  | nicht teilgenommen                                  | nicht teilgenommen                                  | nicht teilgenommen                                  | nicht teilgenommen                                  | nicht teilgenommen                                  | nicht teilgenommen                                  | nicht teilgenommen                                  | nicht teilgenommen                                  | nicht teilgenommen                                  | nicht teilgenommen                                  | nicht teilgenommen                                  | nicht teilgenommen                                  | nicht teilgenommen                                  |
| 1952–1984 | als Teil der Niederländischen Antillen teilgenommen | als Teil der Niederländischen Antillen teilgenommen | als Teil der Niederländischen Antillen teilgenommen | als Teil der Niederländischen Antillen teilgenommen | als Teil der Niederländischen Antillen teilgenommen | als Teil der Niederländischen Antillen teilgenommen | als Teil der Niederländischen Antillen teilgenommen | als Teil der Niederländischen Antillen teilgenommen | als Teil der Niederländischen Antillen teilgenommen | als Teil der Niederländischen Antillen teilgenommen | als Teil der Niederländischen Antillen teilgenommen | als Teil der Niederländischen Antillen teilgenommen | als Teil der Niederländischen Antillen teilgenommen | als Teil der Niederländischen Antillen teilgenommen | als Teil der Niederländischen Antillen teilgenommen | als Teil der Niederländischen Antillen teilgenommen | als Teil der Niederländischen Antillen teilgenommen | als Teil der Niederländischen Antillen teilgenommen | als Teil der Niederländischen Antillen teilgenommen |
| 1988      | 8                                                   | 4                                                   | 4                                                   | Bito Maduro                                         | 2                                                   | 2                                                   | 1                                                   | 1                                                   | 2                                                   |                                                     |                                                     |                                                     |                                                     |                                                     |                                                     |                                                     |                                                     |                                                     |                                                     |
| 1992      | 5                                                   | 4                                                   | 1                                                   | Lucien Dirksz                                       | 2                                                   |                                                     |                                                     |                                                     |                                                     | 2                                                   | 1                                                   |                                                     |                                                     |                                                     |                                                     |                                                     |                                                     |                                                     |                                                     |
| 1996      | 3                                                   | 3                                                   | 0                                                   | Junior Faro                                         | 1                                                   |                                                     |                                                     |                                                     |                                                     | 1                                                   |                                                     | 1                                                   |                                                     |                                                     |                                                     |                                                     |                                                     |                                                     |                                                     |
| 2000      | 5                                                   | 3                                                   | 2                                                   | Richard Rodriguez                                   | 2                                                   |                                                     |                                                     | 1                                                   | 2                                                   |                                                     |                                                     |                                                     |                                                     |                                                     |                                                     |                                                     |                                                     |                                                     |                                                     |
| 2004      | 4                                                   | 3                                                   | 1                                                   | Roshendra Vrolijk                                   | 1                                                   |                                                     |                                                     |                                                     | 2                                                   |                                                     |                                                     | 1                                                   |                                                     |                                                     |                                                     |                                                     |                                                     |                                                     |                                                     |
| 2008      | 2                                                   | 2                                                   | 0                                                   | Fiderd Vis                                          |                                                     |                                                     |                                                     | 1                                                   | 1                                                   |                                                     |                                                     |                                                     |                                                     |                                                     |                                                     |                                                     |                                                     |                                                     |                                                     |
| 2012      | 4                                                   | 3                                                   | 1                                                   | Jemal le Grand                                      |                                                     |                                                     |                                                     | 1                                                   | 2                                                   |                                                     |                                                     | 1                                                   |                                                     |                                                     |                                                     |                                                     |                                                     |                                                     |                                                     |
| 2016      | 7                                                   | 3                                                   | 4                                                   | Nicole van der Velden                               |                                                     |                                                     |                                                     | 1                                                   | 2                                                   |                                                     | 3                                                   |                                                     | 1                                                   |                                                     |                                                     |                                                     |                                                     |                                                     |                                                     |
| 2020      | 3                                                   | 2                                                   | 1                                                   | Mikel Schreuders, Allyson Ponson                    |                                                     |                                                     |                                                     |                                                     | 2                                                   |                                                     |                                                     |                                                     |                                                     | 1                                                   |                                                     |                                                     |                                                     |                                                     |                                                     |
| 2024      | 6                                                   | 4                                                   | 2                                                   | Mikel Schreuders, Chloë Farro                       |                                                     |                                                     |                                                     |                                                     | 2                                                   | 1                                                   | 2                                                   |                                                     |                                                     | 1                                                   |                                                     |                                                     |                                                     |                                                     |                                                     |
| Gesamt    | Gesamt                                              | Gesamt                                              | Gesamt                                              | Gesamt                                              | Gesamt                                              | Gesamt                                              | Gesamt                                              | Gesamt                                              | Gesamt                                              | Gesamt                                              | Gesamt                                              | Gesamt                                              | Gesamt                                              | Gesamt                                              | 0                                                   | 0                                                   | 0                                                   | 0                                                   | -                                                   |

### Winterspiele
| Jahr      | Athleten           | Athleten           | Athleten           | Flaggenträger      | Sportarten         | Medaillen          | Medaillen          | Medaillen          | Medaillen          | Medaillen          |
| Jahr      | Gesamt             | m                  | w                  | Flaggenträger      | Sportarten         |                    |                    |                    | Gesamt             | Rang               |
| --------- | ------------------ | ------------------ | ------------------ | ------------------ | ------------------ | ------------------ | ------------------ | ------------------ | ------------------ | ------------------ |
| 1924–2022 | nicht teilgenommen | nicht teilgenommen | nicht teilgenommen | nicht teilgenommen | nicht teilgenommen | nicht teilgenommen | nicht teilgenommen | nicht teilgenommen | nicht teilgenommen | nicht teilgenommen |
| Gesamt    | Gesamt             | Gesamt             | Gesamt             | Gesamt             | Gesamt             | 0                  | 0                  | 0                  | 0                  | -                  |

## Medaillengewinner

### Goldmedaillen
Bislang (Stand 2024) keine Medaillengewinner

### Silbermedaillen
Bislang (Stand 2024) keine Medaillengewinner

### Bronzemedaillen
Bislang (Stand 2024) keine Medaillengewinner